# Milla por hora

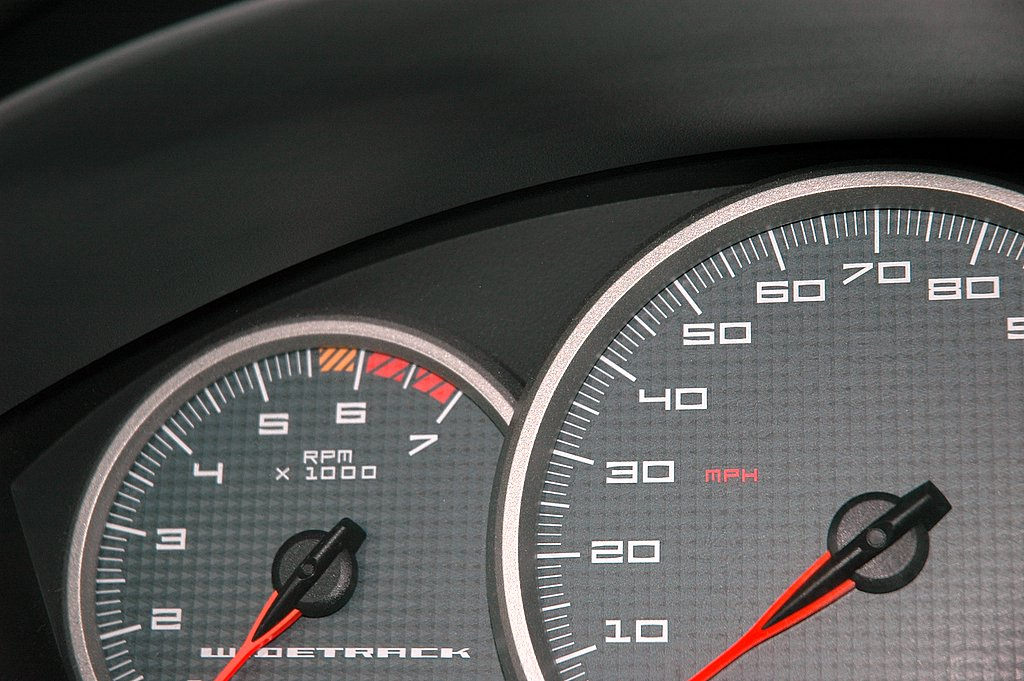
El velocímetro de este automóvil muestra millas por hora.

Límites de velocidad en las señales de tráfico de todo el mundo:
Kilómetros por hora (km/h)
Millas por hora (mph)
Ambos
Ninguno

La milla por hora (mph) es una unidad de medida de velocidad que expresa el número de millas internacionales recorridas por hora. Es oficialmente usado solo en el Reino Unido,  Estados Unidos de América y en Puerto Rico dado que es un estado libre asociado de Estados Unidos de América, y se abrevia como mph o MPH, aunque a veces se usa mi/h en publicaciones técnicas.

## Equivalencias con otras unidades
- 0,44704 m/s, la unidad derivada del SI de velocidad.
- 1,609344 km/h.
- 22/15 = 1,4667 pies por segundo.
- Aproximadamente 0,868976 kn.

| 2 mph       | Velocidad al caminar de un humano promedio.                                         |
| 7 mph       | Velocidad al trotar de un humano promedio.                                          |
| 12 mph      | Velocidad al correr de un humano promedio.                                          |
| 15 mph      | Velocidad de una bicicleta.                                                         |
| 25 mph      | Velocidad que alcanza un atleta de élite en los 100 metros planos.                  |
| 31 mph      | Velocidad límite de tránsito en zonas residenciales.                                |
| 50-55 mph   | Velocidad límite en algunas avenidas y carreteras.                                  |
| 70 mph      | Velocidad límite de buses interurbanos en algunas rutas, principalmente autopistas. |
| 185 mph     | Velocidad que alcanzan los trenes de alta velocidad.                                |
| 550-600 mph | Velocidad que alcanzan los aviones de pasajeros.                                    |
| 1240 mph    | Velocidad que alcanzan algunos aviones de combate.                                  |
| 25000 mph   | Velocidad de escape de la Tierra.                                                   |

- Datos: Q211256
- Multimedia: Miles per hour / Q211256